# Довжина модуля
В абстрактній алгебрі довжина модуля — числова характеристика модуля, що деякою мірою узагальнює поняття розмірності векторного простору. 

## Визначення
Нехай {\displaystyle M} — модуль над кільцем {\displaystyle R}. Довжина {\displaystyle M} визначається як супремум чисел {\displaystyle n} для яких існує послідовність підмодулів:
{\displaystyle 0=N_{0}\subsetneq N_{1}\subsetneq N_{2}\subsetneq \ldots \subsetneq N_{n}=M.}
Довжина позначається {\displaystyle \ell _{R}(M)} або {\displaystyle \ell (M)}.

## Властивості
- Довжина нульового модуля рівна 0. Довжина інших модулів є додатнім цілим числом.
- Єдиними модулями довжина яких рівна 1 є прості модулі. В іншому випадку існує послідовність {\displaystyle 0\subsetneq N\subsetneq M} і довжина модуля не менша 2.
- Модуль {\displaystyle M} має скінченну довжину якщо і тільки якщо він є модулем Нетер і модулем Артіна.
- Нехай маємо коротку точну послідовність:

{\displaystyle 0\to M'\to M\to M''\to 0}
тоді {\displaystyle \ell (M)=\ell (M')+\ell (M'')}.
- З попереднього випливає, що якщо N — підмодуль M  то

Також звідси випливає формула:

## Приклади
- Для скінченновимірних векторних просторів поняття розмірності і довжини є еквівалентними: {\displaystyle \dim E=\ell (E)}.
- Кільце {\displaystyle \mathbb {Z} }, що розглядається як модуль над самим собою, має нескінченну довжину, що демонструє наступна послідовність визначена для довільного натурального числа n :

- Циклічна група {\displaystyle \mathbb {Z} /n\mathbb {Z} }, як {\displaystyle \mathbb {Z} }-модуль має довжину, що рівна кількості простих дільників n з урахуванням їх кратності.